# Harthausen
Harthausen település Németországban, Rajna-vidék-Pfalz tartományban. Lakosainak száma 3197 fő (2023. december 31.).

## Népesség
A település népességének változása:
| Lakosok száma | 2009 | 3059 | 3104 | 3175 | 3187 | 3197 |
|               | 1975 | 2017 | 2019 | 2021 | 2022 | 2023 |